# Јавне чесме у Прокупљу
Јавне чесме у Прокупљу :
Градска чесма – налази у центру Прокупља и има три датума рођења. Први пут је подигнута 1878. године у част ослобођења од Турака. Други пут 1934. године, уочи откривања споменика топличанима палим у ратовима 1912-1918. Свој данашњи изглед добила је 1993.године.
Школска и јавна чесма - налази се на углу код ОШ „Никодије Стојановић Татко“ у Прокупљу. Обновљена је 1985. Пројектовао је Завод за заштиту споменика културе Ниш, архитекта Милорад Војиновић.
Чесма у славу Божју и част Светог великомученика Прокопија - налази се испред цркве Светог Прокопија. Подигао је Стојан Р. Јовановић, председник црквене општине на Дан Светог Прокопија (21. јул) 1933. године.
Чесма са мозаиком Светог Прокопија - налази се у порти цркве Светог Прокопија у Прокупљу.